# Gare de Shinkaichi
La gare de Shinkaichi (新開地駅, Shinkaichi-eki) est une gare ferroviaire située à Kobe, dans la préfecture de Hyōgo au Japon. La gare appartient à la compagnie Kobe Rapid Transit Railway, mais elle est exploitée conjointement par les compagnies Shintetsu, Hankyu et Hanshin.

## Situation ferroviaire
La gare de Shinkaichi est située au point kilométrique (PK) 2,9 de la ligne Hanshin Kobe Kosoku. Elle marque le début des lignes Hankyu Kobe Kosoku et Shintetsu Kobe Kosoku.

## Histoire
La gare est inaugurée le 7 avril 1968.

## Service des voyageurs

### Accueil
La gare située en souterrain dispose de guichets et des automates pour l'achat de titres de transport. Elle est ouverte tous les jours.

### Hankyu / Hanshin
- Ligne Hanshin Kobe Kosoku :
  - voies 1 et 2 : direction Kobe-Sannomiya, Amagasaki, Osaka-Umeda, Namba et Kintetsu-Nara
  - voies 3 et 4 : direction Nishidai et Sanyo Himeji
- Ligne Hankyu Kobe Kosoku :
  - voies 1 et 2 : direction Kobe-Sannomiya et Osaka-Umeda

### Shintetsu
- Ligne Shintetsu Kobe Kosoku :
  - voies 1 et 2 : direction Tanigami, Arima-Onsen et Sanda
  - voies 3 et 4 : direction Miki, Ono et Ao